# Exoprosopa selenops
Exoprosopa selenops är en tvåvingeart som beskrevs av Greathead 2001. Exoprosopa selenops ingår i släktet Exoprosopa och familjen svävflugor.
Artens utbredningsområde är Tanzania. Inga underarter finns listade i Catalogue of Life.